# HD21410
HD21410 є хімічно пекулярною зорею спектрального класу
A2 й має видиму зоряну величину в смузі V приблизно  9,2.